# 騎西藩
騎西藩（きさいはん）は、武蔵国埼玉郡（現在の埼玉県加須市）根古屋に存在した藩。私市藩とも記される。

## 藩史
小田原征伐後、関東に入った徳川家康は、松井松平家の松平康重を2万石で入れ、騎西藩（私市藩）が成立した。慶長6年（1601年）11月、康重は常陸国笠間藩へ3万石で加増移封となり、その後に大久保忠隣の嫡男・大久保忠常が2万石で入ったが、忠常は慶長16年（1611年）10月、父の忠隣に先立って早世する。死後、家督は子の大久保忠職が継いだ。慶長19年（1614年）、祖父・忠隣が改易されたとき、忠職は幼少であるということから改易を免れたが、騎西城での蟄居を余儀なくされた。寛永2年（1625年）に忠職は罪を許され、寛永9年（1632年）に3万石加増の上で美濃加納藩へ加増移封となった。騎西城は廃城、騎西藩は廃藩となった。その後、騎西は川越藩領となる。

## 歴代藩主

### 松平（松井）家
2万石 譜代
1. 康重（やすしげ）

### 大久保家
2万石 譜代
1. 忠常（ただつね）
2. 忠職（ただもと）